# Sanchez Mira
Sanchez Mira é um município de  terceira classe de renda municipal (d) na província Cagayan, nas Filipinas. De acordo com o censo de 1 de maio  de  2020 possui uma população de 26 164 pessoas e 6 645 domicílios.